# Cyrtophora hirta
Cyrtophora hirta là một loài nhện trong họ Araneidae.
Loài này thuộc chi Cyrtophora. Cyrtophora hirta được Ludwig Carl Christian Koch miêu tả năm 1872.